# Супербус (гора)
Супербус (англ. Mount Superbus) — гора на юго-востоке Квинсленда, Австралия. Высшая точка Юго-восточного Квинсленда и пятая по высоте гора штата. Высота Супербуса — 1375 метров. Находится на территории национального парка Мейн-Рейндж. Раньше склоны горы были покрыты густыми сосновыми лесами. На южном склоне Супербуса лежат обломки бомбардировщика RAAF Lincoln, который врезался в гору утром 9 апреля 1955 года. Считается, что на Супербусе берёт начало река Кондамин.
Средняя температура в регионе составляет 17 °C. Самый теплый месяц — январь при средней температуре 22 °C, а самый холодный — июль при средней температуре 10 °C. Среднее количество осадков составляет 1402 миллиметров в год. Самый влажный месяц — январь (269 мм осадков), а самый сухой — сентябрь (37 мм осадков).